# Sněžka

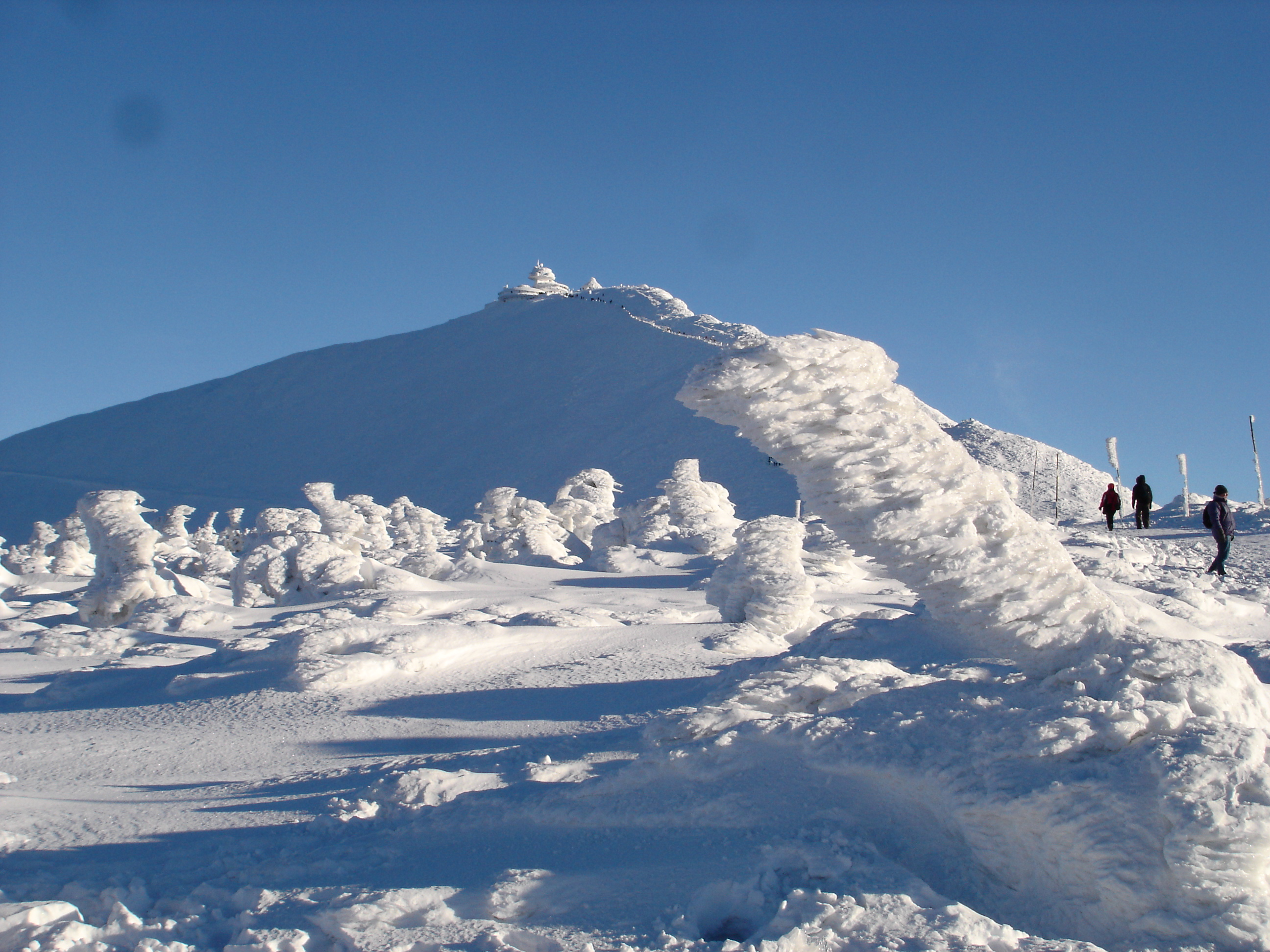
Vista

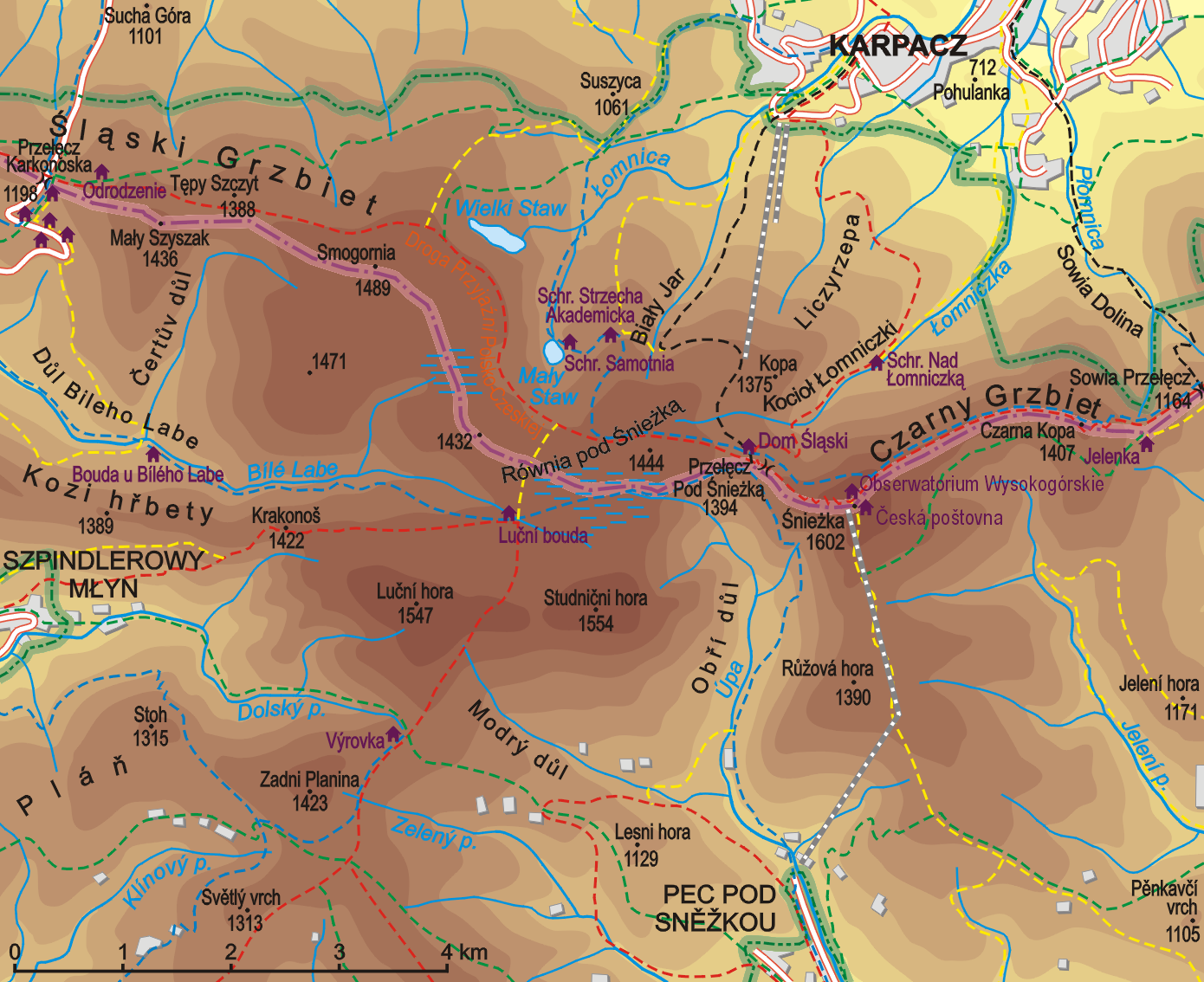
Mapa

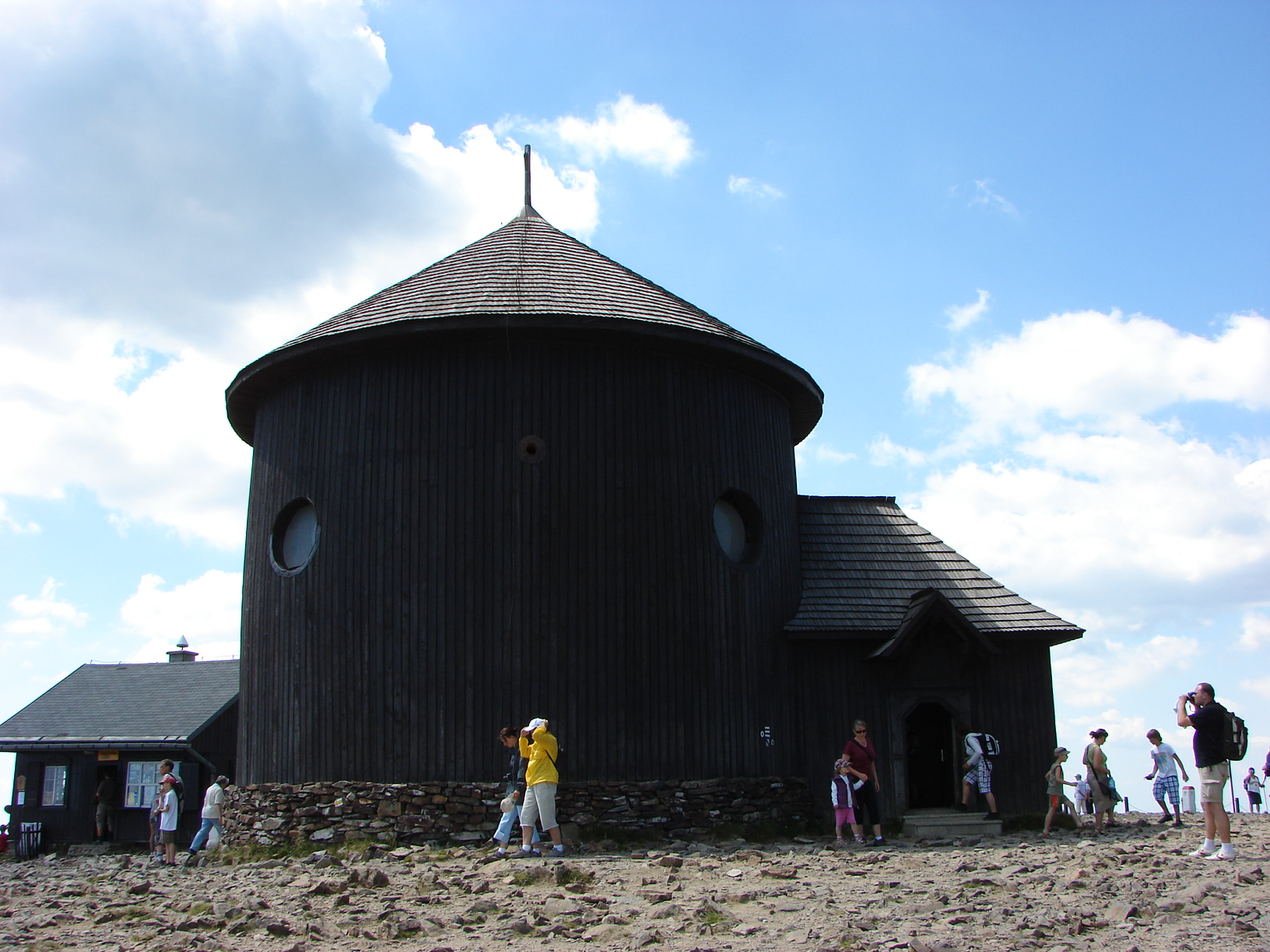
Capella a la part superior, construït el 1655

Sněžka o Śnieżka (en txec i en polonès, Schneekoppe en alemany) és una muntanya que fa frontera entre la República Txeca i Polònia, és el punt més prominent entre la serralada de Silèsia i les muntanyes Krkonoše. El seu cim fa 1.602 metres i és el punt més alt de la República Txeca i de tots els Sudets.

## Història
La primera ascensió que es té notícia va ser feta l'any 1446 per un mercader de la República de Venècia que cercava pedres precioses. A la muntanya els primers assentaments van ser miners explotant el coure, el ferro i l'arsènic.
Georgius Agricola el 1546 va anomenar-la Riseberg ("muntanya gegant", 15 anys més tard va passar a ser coneguda en alemany com Riesenberg i després com Riesenkoppe i finalment Schneekoppe ("cap nevat")".
En txec Sněžka, significa "cobert per la neu" en polonès un nom antic és Góra Olbrzymia, que significa "muntanya gegant".
El primer edifici bastit al cim de la muntanya va ser la capella de Sant Llorenç (Laurentiuskapelle), fet cap als anys 1665-1681.
Hi va haver una estació meteorològica construïda cap a l'any 1900 i demolida a la dècada de 1980.

## La muntanya actualment

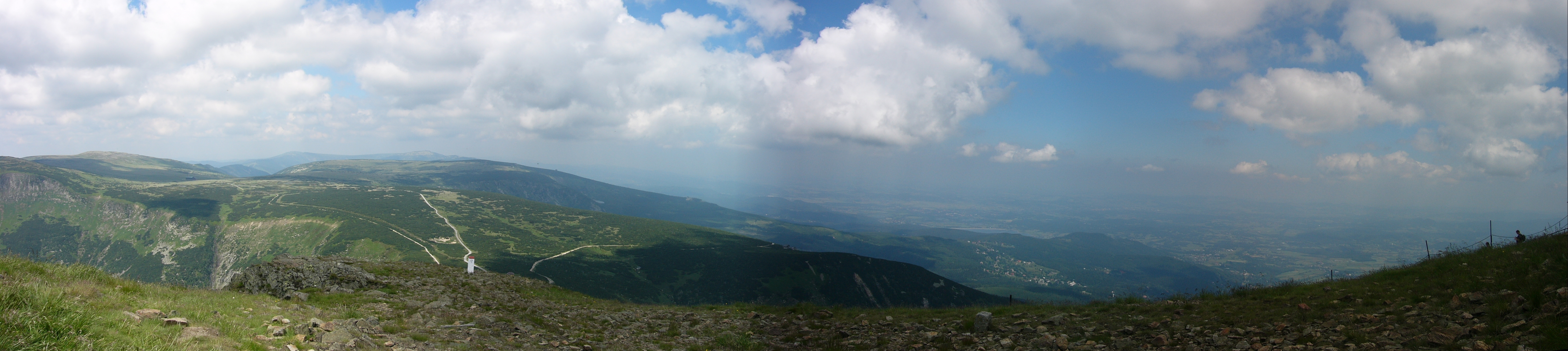
Vista des del cim de Sněžka-Śnieżka

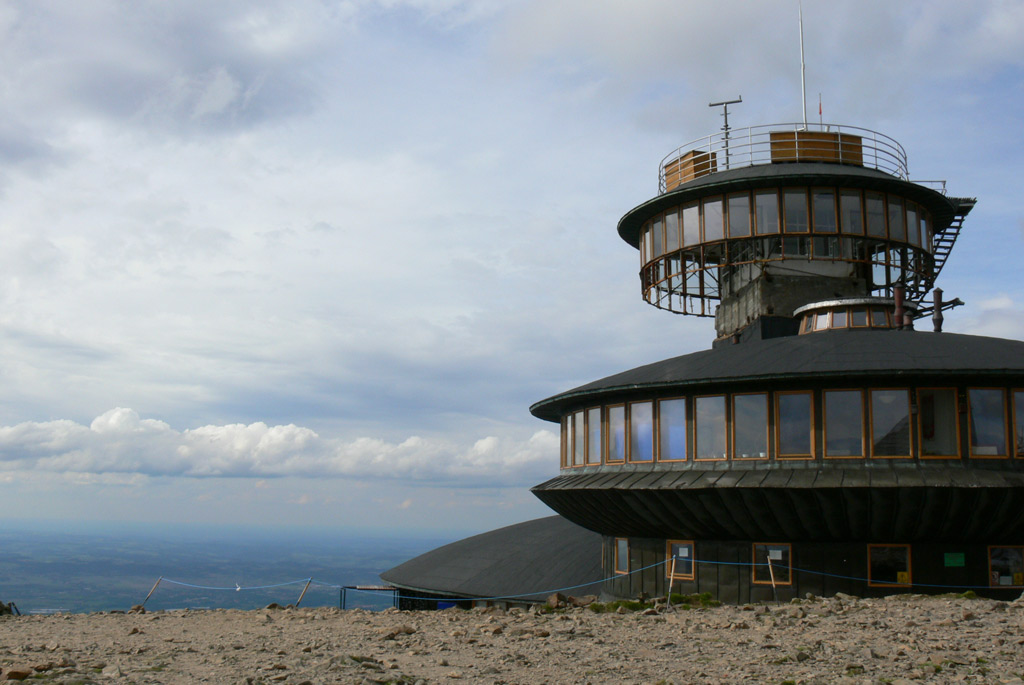
Vista de l'observatori

Un cantó de la muntanya és a Polònia i l'altra pertany a Txèquia. Hi ha turisme d'estiu.